# Гран-при (мини-футбол)
«Grand Prix de Futsal» — мини-футбольный турнир с участием национальных сборных, проводившийся в Бразилии ежегодно с 2005 по 2018 годы (не проводился в 2012, 2016 и 2017 годах.

## Результаты
| Год  | Место проведения                | Финальная игра | Финальная игра          | Финальная игра | Матч за 3-е место | Матч за 3-е место | Матч за 3-е место |
| Год  | Место проведения                | Чемпион        | Счет                    | Вице-чемпион   | 3-е место         | Счет              | 4-е место         |
| ---- | ------------------------------- | -------------- | ----------------------- | -------------- | ----------------- | ----------------- | ----------------- |
| 2005 | Бруски                          | Бразилия       | 7 — 3                   | Колумбия       | Аргентина         | 3 — 1             | Уругвай           |
| 2006 | Кашиас-ду-Сул                   | Бразилия       | 5 — 3                   | Италия         | Хорватия          | 4 — 3             | Аргентина         |
| 2007 | Лажис, Жоинвили, Жарагуа-ду-Сул | Бразилия       | 4 — 0                   | Иран           | Аргентина         | 5 — 4             | Венгрия           |
| 2008 | Форталеза                       | Бразилия       | 3 — 2                   | Аргентина      | Украина           | 5 — 4             | Парагвай          |
| 2009 | Анаполис, Гояния                | Бразилия       | 7 — 1                   | Иран           | Румыния           | 4 — 2             | Чехия             |
| 2010 | Анаполис                        | Испания        | 2 — 1                   | Бразилия       | Парагвай          | 6 — 3             | Иран              |
| 2011 | Манаус                          | Бразилия       | 2 — 1                   | Россия         | Аргентина         | 4 — 2             | Иран              |
| 2013 | Маринга                         | Бразилия       | 3 — 3 по пенальти 4 — 2 | Россия         | Иран              | 6 — 2             | Парагвай          |
| 2014 | Сан-Бернарду-ду-Кампу           | Бразилия       | 7 — 2                   | Колумбия       | Иран              | 10 — 4            | Гватемала         |
| 2015 | Убераба                         | Бразилия       | 4 — 3                   | Иран           | Колумбия          | 1 — 0             | Парагвай          |
| 2018 | Бруски                          | Бразилия       | 4 — 2                   | Чехия          | Уругвай           | 6 — 1             | Коста-Рика        |